# Jebuseu
Els jebuseus segons el relat bíblic eren una tribu canaanea que habitava la regió de Jerusalem i en van ser els fundadors, primer aquesta ciutat va rebre el nom de Jebus (cap al 3000 aC) i uns 500 anys més tard el seu nom canvià a Ur-Salem.

## Origen ètnic
El Tanakh conté un sol text antic que fa servir la paraula jebuseu per a descriure els habitants preisraelites de Jerusalem; d'acord amb la Taula de les Nacions del llibre del Gènesi, els jebuseus eren una tribu cananea, que apareix en el tercer lloc de la llista de les nacions, entre els hitites i els amorites). Edward Lipinski els va identificar dins del grup anomenat Yabusi'um en una carta cuneiforme trobada a l'Arxiu de Mari.
En la Bíblia el personatge de Josuè és descrit com derrotador del rei jebuseu anomenat Adonisedec. "Sedec" en hebreu també significa "justícia" com equivalent a "dret", significaria: "Rei de Justícia" i "Senyor de Justícia", respectivament; la major part dels estudiosos de la Bíblia opinen que és una referència a una deitat anomenada Sedek, que era la màxima deitat dels jebuseus.

### Apiru o Habiru, hebreus primigenis
- Mirjo Salvini, The Habiru prism of King Tunip-Te??up of Tikunani. Istituti Editoriali e Poligrafici Internazionali, Rome (1996). ISBN 88-8147-093-4
- Bryce, Trevor. The kingdom of the hitites. New York. Oxford U.P. 1999
- Kurth, Amélie. El Oriente próximo en la antigüedad, I c. 3000-330 aC. Traducció per Teófilo de Lozoya. Barcelona. Crítica, 2000